# Geminiano
Geminiano é um município brasileiro do estado do Piauí. Localiza-se a uma latitude 07º09'28" sul e a uma longitude 41º21'40" oeste, estando a uma altitude de 260 metros. Sua população estimada em 2004 era de 5.063 habitantes.